# Victor Halvorsen
Victor Halvorsen, né le 3 juillet 2004 en Norvège, est un footballeur norvégien qui évolue au poste de milieu central au Sarpsborg 08 FF.

## Biographie

### En club
Né en Norvège, Victor Halvorsen est formé par le Kjelsås Fotball (en), où il commence sa carrière. Il joue son premier match le 20 septembre 2021, lors d'une rencontre de troisième division norvégienne face à l'équipe réserve du Rosenborg BK. Son équipe s'impose par six buts à un ce jour-là.
Le 9 août 2023, Victor Halvorsen signe en faveur du Sarpsborg 08 FF pour un contrat courant jusqu'en décembre 2026. Il est toutefois laissé en prêt au Kjelsås Fotball jusqu'à la fin de l'année.
C'est avec Sarpsborg qu'il fait sa première apparition en Eliteserien, la première division norvégienne, face au Tromsø IL le 28 avril 2024. Il entre en jeu à la place de Henrik Meister lors de cette rencontre remportée par son équipe par trois buts à zéro.

### En sélection
En novembre 2024, Victor Halvorsen est convoqué pour la première fois avec l'équipe de Norvège espoirs mais ne fait aucune apparition lors de ce rassemblement. Rappelé, il joue son premier match avec les espoirs le 24 mars 2025 face à la Tchéquie. Il entre en jeu et son équipe s'impose par deux buts à zéro.